# Copestylum rectifacies
Copestylum rectifacies är en tvåvingeart som beskrevs av Thompson 1981. Copestylum rectifacies ingår i släktet Copestylum och familjen blomflugor.
Artens utbredningsområde är Dominica. Inga underarter finns listade i Catalogue of Life.